# Jens Gregersen (politiker)
 For alternative betydninger, se Jens Gregersen. (Se også artikler, som begynder med Jens Gregersen)
Jens Gregersen (født 1. april 1794 i Hørby Sogn ved Holbæk, død 17. juli 1874 i Kundby ved Holbæk) var en sjællandsk landmand og politiker.
Han var søn af en gårdfæster Gregers Larsen og blev i sin barndom vidne til, at faderen under hovarbejdet blev pryglet af ladefogden. Det gav anledning til et had mod herremandsvæsen, og han vile derfor ikke tage selv tage fæste under Hørbygård, hvortil faderen hørte.
Han købte i 1822 en arvefæstegård i Kundby og viste sig at være en dygtig landmand. Han blev grebet af tidens politiske bevægelser og rejste omkring med en husmand Peder Hansen fra Lundby og en skolelærer Rasmus Sørensen for at vække sine standsfæller.
Han tog initiativ til etableringen af Bondevennernes Selskab, idet han sammen med 8 andre mænd fra Holbæk Amt i 1845 sendte Johan Christian Drewsen og Balthasar Christensen en opfordring om at stifte "en stor Landboforening for hele Landet, der kan arbejde og virke for Bondestandens Emancipation og lige borgerlige Ret med de andre Samfundsklasser".
Han valgtes i 1848 til den grundlovgivende rigsforsamling, men opgav næste år kredsen for at give plads for Anton Frederik Tscherning. Da Tscherning i februar 1853 søgte valg i Kongens Lyngby-kredsen, opstillede Gregersen i sin gamle kreds, men blev vraget til fordel for en anden bondeven, Hans Jensen i Kundby.
Han opgav i 1873 sin gård til en svigersøn og døde i 1874. Hans enke, Ane Sophie f. Toftegaard (født 1800), døde 1884.